# Moški svetovni rekord v štafeti 4 x 400 m
Moški svetovni rekord v štafeti 4 x 400 m. Prvi uradno priznani rekord je leta 1911 postavila ekipa Irish-American AC s časom 3:18,2, aktualni rekord pa je 22. avgusta 1994 postavila ameriška štafeta s časom 2:54,29. Mednarodna atletska zveza uradno priznava 15 rekordov, upoštevani so tudi časi v štafeti 4 x 440 jardov (1609 m). Mednarodna atletska zveza je 12. avgusta 2008 razveljavila rekord ameriške štafete iz leta 1998, ker je član štafete Antonio Pettigrew priznal zlorabo rastnega hormona in EPO med letoma 1997 in 2003.

## Razvoj rekorda
y - štafeta 4 x 440 jardov.
| Čas (s) | Avtom.  | Ekipa               | Država  | Prizorišče       | Datum             |
| ------- | ------- | ------------------- | ------- | ---------------- | ----------------- |
| 3:18,2y |         | Irish-American AC   | ZDA     | New York         | 4. september 1911 |
| 3:16,6  |         | ZDA                 | ZDA     | Stockholm        | 15. junij 1912    |
| 3:16,0  |         | ZDA                 | ZDA     | Pariz            | 13. julij 1924    |
| 3:14,2  |         | ZDA                 | ZDA     | Amsterdam        | 5. avgust 1928    |
| 3:13,4y |         | ZDA                 | ZDA     | London           | 11. avgust 1928   |
| 3:12,6y |         | Stanford University | ZDA     | Fresno           | 8. maj 1931       |
| 3:08,2  | 3:08,14 | ZDA                 | ZDA     | Los Angeles      | 7. avgust 1932    |
| 3:03,9  | 3:04,04 | Jamajka             | Jamajka | Helsinki         | 27. julij 1952    |
| 3:02,2  | 3:02,37 | ZDA                 | ZDA     | Rim              | 8. september 1960 |
| 3:00,7  |         | ZDA                 | ZDA     | Tokio            | 21. oktober 1964  |
| 2:59,6  |         | ZDA                 | ZDA     | Los Angeles      | 24. julij 1966    |
| 2:56,2  | 2:56,16 | ZDA                 | ZDA     | Ciudad de México | 20. oktober 1968  |
| 2:56,16 | -       | ZDA                 | ZDA     | Seul             | 1. oktober 1988   |
| 2:55,74 | -       | ZDA                 | ZDA     | Barcelona        | 8. avgust 1992    |
| 2:54,29 | -       | ZDA                 | ZDA     | Stuttgart        | 22. avgust 1994   |